# Gerard van Zyl
Gerard van Zyl (Leiden, c. 1607 - Amsterdam, 19 de desembre de 1665) fou un pintor barroc neerlandès, especialitzat en pintura de retrats i pintura de gènere.

## Biografia
Va ser el membre més conegut d'una família de pintors actius als segles xvi i xvii durant l'Edat d'Or neerlandesa. Va tenir com a mestre a Jacob Pynas a Amsterdam. Va treballar a Londres des de 1639 fins a 1641, quan era amic d'Anton van Dyck. Els seus retrats van ser populars durant la seva pròpia vida, i d'acord amb la biografia d'Arnold Houbraken, Jan Verkolje, va ser inspiració per als aspirants a pintors de retrats. Va pintar un retrat, ara perdut, de Govert Flinck, del qual Abraham Blooteling va fer un gravat.